# José María Lobato
José María Lobato ( ¿? - circa 1829) fue un militar mexicano. 

## Semblanza biográfica
José María Lobato nació en una familia humilde, participó en la guerra de la Independencia de México, inicialmente bajo las órdenes de Juan Bautista de la Torre en el regimiento virreinal de Tres Villas. Fue hecho prisionero en 1811 por las tropas insurgentes de Benedicto López durante una acción militar en las cercanías de Zitácuaro. A partir de entonces se unió a la causa independentista. En septiembre de 1812 Ignacio López Rayón lo nombró coronel, participó en el sitio de Ixmiquilpan, pero uno de retirarse debido a la defección de Francisco Villagrán. En septiembre de 1813, a pesar de haber sido herido, sus tropas derrotaron a los realistas en Charapaco, por esta acción recibió el rango de brigadier. Asistió al Congreso de Chilpancingo en donde conoció a José María Morelos, militó bajo sus órdenes de 1814 a 1815. Participó en la batalla de Tezmalaca en donde fue aprehendido Morelos. Lobato y sus hombres lograron escapar para continuar escoltando al Congreso. Posteriormente colaboró con las tropas inurgentes de Nicolás Bravo y Vicente Guerrero.
Fue uno de los primeros que salieron a unirse al Plan de Iguala proclamado por Agustín de Iturbide. Ituribide lo empleó en comisiones de segundo orden. Participó en la Revolución del Plan de Casa Mata, donde fue enviado al lado de los generales José Antonio de Echávarri y Luis Cortázar y Rábago contra Antonio López de Santa Anna. En enero de 1824, participó en la Rebelión del Plan de Hernández, proclamó el plan de Lobato reuniendo a gran parte de la tropa que guarnecía la ciudad y se dirigió al Convento de las Betlemitas. Sin embargo, las acciones del gobierno y las actitudes de Nicolás Bravo y Vicente Guerrero que pronto arribaron a la capital con sus fuerzas, produjeron que las fuerzas de Lobato desertaran y depusieran las armas. En el Motín de la Acordada los participantes gritabanː 
¡Viva Guerreroǃ ¡viva Lobatoǃ y ¡viva más lo que arrebato! Asimismo, propuso a los disidentes tomar el mando en calidad de jefe de mayor graduación; a lo que se opuso coronel Santiago García. 
Al término del levantamiento, el presidente Guadalupe Victoria lo nombró comandante general de los Estados de Michoacán, Guanajuato, Jalisco y Zacatecas y las dependencias de sus respectivas jurisdicciones militares. Se piensa que falleció poco después, alrededor de 1829.